# Helge Lundholm
Oscar Helge Lundholm, född 15 maj 1891 i Malmö S:t Petri församling, död 9 juli 1955 i USA, var en svensk konsthistoriker och psykolog. Han var son till Oscar Lundholm och  gift 1923 med Julia Christina Petterson.
Lundholm blev filosofie doktor vid Stockholms högskola 1919 med avhandlingen Om objektiva faktorer i konsten. Han var chef för psykologiska laboratoriet vid Mc Lean hospital i Waverley i Belmont, Massachusetts 1921–1930 och blev därefter professor vid Duke University i Durham, North Carolina. Han har förutom en rad konstpsykologiska arbeten utgett bland annat Arbetspsykologi (1924) och Manic-depressive psychosis (1931).